# Pekatete
Pekatete je bila prva tovarna testenin na Kranjskem.
Ime tovarne je nastalo iz črkovanja Pe-Ka-Te-Te, torej iz imen začetnic polnega imena Prva Kranjska Tovarna Testenin. 
Tovarno testenin je leta 1899 ustanovil Anton Žnideršič v parterstvu z Valenčičem (njegov delež je kasneje odkupil). Žnideršič je bil pomemben mož Ilirske Bistrice, župan, predsednik gasilskega društva, predsednik čebelarskega društva, član Sokolskega društva, izumitelj znanega AŽ panja,... Ko mu je pri 17 letih umrl oče, je podedoval zadolženo Košomatovo posestvo, ki ga je spet dvignil prav z umnim čebelarjenjem. Z dobičkom je odprl tovarno testenin. 
Leta 1918 je bila Ilirska Bistrica dodeljena Italiji. Zaradi fašističnega nasilja nad Žnideršičem in njegovo družino je leta 1925 odprl podružnico tovarne Pekatete v Ljubljani (današnje Žito) v takratni Kraljevini Jugoslaviji, kamor se je v tridesetih letih 20. stoletja tudi preselil. Celotno domačijo Košomatovih in tovarno testenin pa je prodal Viktorju Tomšiču. Po požaru leta 1937 je Tomšič opustil proizvodnjo testenin in tovarno spremenil v proizvodnjo furnirja. Po vojni pa se je proizvodnja usmerila v izdelavo kosovnega pohištva in tovarna se je preimenovala v Topol (v okviru tovarne Lesonit). V času preusmeritve na tržno gospodarstvo je Topol propadel in danes objekti propadajo.

## V ulični poeziji
Iz časov pred 2. svetovno vojno se je ohranila pesem (avtor neznan, ustno izročilo):
Tri stvari bile so dane

ko so mučili kristjane:

Klešče, ravno prav razgrete

žeblji, in pa Pekatete
Razširjena verzija verzov na temo Pekatete (Avtor neznan, prva kitica je bila objavljena v časniku  Slovenec 23.6.1935 , stran 6, ostale kitice ustno izročilo):
Ko so mučili kristjane

tri stvari bile so dane:

klešče v ognju vse razgrete,

divji tigri, Pekatete!

Naši mami vamp nagaja,

sapa zadaj ji uhaja.

Serje kakor mlado dete,

ker je jedla Pekatete.

Star berač pri nas se hranil,

močno kuharco je ranil.

To je storil iz osvete,

ker mu je dala Pekatete.

Našo Nežo bode v riti,

močan brinjevc mora piti.

Glas 'ma kakor tri trumpete,

ker je jedla Pekatete.